# 앨런 우드링

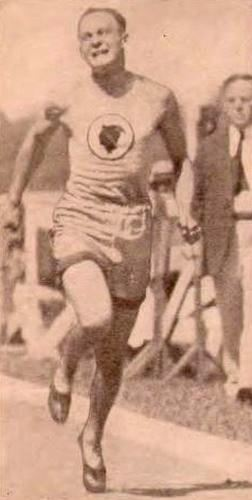

앨런 우드링(Allen Woodring, 1898년 2월 15일 ~ 1982년 11월 15일)은 미국의 육상 선수로 1920년 안트베르펜 올림픽 200m 금메달리스트였다.
펜실베이니아주 헬러타운에서 태어나 플로리다주 클리어워터에서 사망하였다.
원래는 1920년 올림픽 선발 시합에서 5위를 하여 출전에 나가지 못하였던 것으로 알려져 있다. 그러나 4위로 들어온 선수의 보탁으로 출전의 기회가 주어졌다.
안트베르펜에 도착한 후, 그의 운동화가 산산조각 나자, 새 운동화를 얻지 못하였다. 결국 시합이 열리는 동안에 다른 선수로부터 빌릴 수 있던 우드링은 200m 결승전에서 그 운동화들의 좋은 이용을 만들어 우승 후보로 보이던 찰리 패덕을 꺾고 강한 완료와 함께 우승하였다.